# Bistum Zaitun
Das Bistum Zaitun lateinisch Dioecesis Zaitonensis ist ein ehemaliges Bistum der römisch-katholischen Kirche.
Das Bistum wurde 1313 aus Gebieten des Erzbistum Cambalu gegründet. 1385 wurde das Bistum wieder aufgelöst.

## Amtsinhaber
- Gerardo Albuini OFM (1313–1318)
- Pellegrino da Castello OFM (1318–6. Juli 1322)
- Andrea da Perugia OFM (1322–1327)
- Pietro da Firenze OFM (1332–1362)
- Nicola (1344–28. Mai 1344 Ernennung zum Bischof von Acci)
- Luca Mannelli OFM (28. Mai 1344–5. November 1347 Ernennung zum Bischof von Osimo)
- Giacomo da Firenze (1362–1370)